# Derostenus gemmeus
Derostenus gemmeus är en stekelart som beskrevs av John Obadiah Westwood 1833. Derostenus gemmeus ingår i släktet Derostenus och familjen finglanssteklar. Arten är reproducerande i Sverige. Inga underarter finns listade i Catalogue of Life.